# Landstingspolitiker
Landstingspolitiker kallas de som innehar förtroendeposter i landstingsfullmäktige.
Landstingsval utförs i Sveriges landsting samma dag som val till riksdag och kommunfullmäktige äger rum. Landstingsfullmäktige är det högsta beslutande organet i landstingsorganisationen. 
Landstingsfullmäktigeledamöterna är så kallade fritidspolitiker, och landstingsfullmäktige sammanträder ungefär en gång per månad, lite beroende på hur stort landstinget är. 